# Теодора Дзакри
Теодора Емануил Дзакри (на гръцки: Θεοδώρα Εμμανουήλ Τζάκρη) е гръцка юристка и политик от Общогръцкото социалистическо движение (ПАСОК) и Коалицията на радикалната левица (СИРИЗА).

## Биография
Родена е в 1970 година в ениджевардарското градче Постол, на гръцки Пела. Завършва Юридическия факултет на Солунския университет, а по-късно прави докторат в Тракийския университет. В 1996 - 2004 година работи като адвокат в Енидже Вардар (Яница). В 1998 година влиза в областния съвет на ном Пел и е заместник областен управител, отговарящ за образованието и културата. Избрана е от ном Пела за депутат от ПАСОК на изборите през 2004, 2007, 2009 и юни 2012 година. От октомври 2009 до юни 2011 година е заместник-министър на вътрешните работи, децентрализацията и електронното правителство в правителството на Георгиос Папандреу. На 11 ноември 2013 година гласува със СИРИЗА във вота на недоверие към правителството на Самарас и е отстранена от парламентарната група на ПАСОК.
В 2014 година Дзакри се присъединява към СИРИЗА и е избрана на изборите от 25 януари 2015 година за депутат от СИРИЗА от ном Пела.
През 2018 година Дзакри е критикувана от медиите за публично танцуване на песента „Македонско девойче“ по време на фестивала „Мечки“ (Аркудес-Мецкес) във Воден.